# Xanthocalanus maximus
Xanthocalanus maximus är en kräftdjursart som först beskrevs av Brodsky 1950.  Xanthocalanus maximus ingår i släktet Xanthocalanus och familjen Phaennidae. Inga underarter finns listade i Catalogue of Life.